# پونتارداو
پونتارداو (به انگلیسی: Pontardawe) یک شهرک در ولز است که در نیث پورت تالبوت واقع شده‌است. پونتارداو ۶٬۸۳۲ نفر جمعیت دارد.

## خواهرخوانده
شهر Locminé خواهرخواندهٔ پونتارداو هست.